# Juan Schwanner
Juan Schwanner (né János Schwanner le 5 février 1921 à Szombathely et mort le 8 mai 2015 à Auckland) est un footballeur puis entraîneur hongrois, naturalisé chilien.

## Carrière

### Carrière de joueur
Schwanner est né en Hongrie, de parents hongrois et chiliens. Il commence sa carrière dans des clubs de football de Budapest, la capitale hongroise, avant d'émigrer en Amérique du Sud. Il joue d'abord au Flamengo, avant de partir pour le Chili et les clubs d'Audax Italiano, Colo-Colo et Ferrocaril, où il termine sa carrière. C'est lors de son passage dans le pays d'origine d'une partie de sa famille qu'il prend la nationalité chilienne, et "latinise" son prénom en « Juan ».

### Carrière d'entraîneur
Il commence sa carrière d'entraîneur au club autrichien de Grazer AK en juillet 1962. Il dirige ce club jusqu'au printemps 1963 avant d'être remplacé. Il rejoint, la saison suivante, le club belge du R. FC Brugeois qui à l'époque n'a réintégré la plus haute division que depuis quatre ans et est loin de jouer les premiers rôles. Dans la Venise du Nord, les résultats ne suivent pas (4 points sur 22) et une dangereuse avant-dernière place. Le technicien chilien est remercié le mardi 3 décembre 1963, soit deux jours après une élimination malheureuse  en Huitièmes de finale de la Coupe de Belgique. Les « Bleus et Noirs » dominent largement toute cette rencontre mais sont tenus au partage. Selon le règlement de l'épreuve, des « bottés de penalties » désignent le qualifié ; Diest gagne « 1-3 ». Schwanner est remplacé par Henri Dekens qui est à ce moment « aimablement libéré » par son club de Watersschei, lequel a été disciplinairement renvoyé en « Division 3 » à l'intersaison (pour tentative de falsification de la compétition).
Quatre ans plus tard, en mai 1967, Juan Schwanner devient sélectionneur l'équipe nationale de Nouvelle-Zélande. Il débute avec la sélection lors du tournoi de la fête nationale du Sud-Vietnam. Sous ses ordres, l'équipe néo-zélandaise dispute notamment un match amical face au champion d'Angleterre Manchester United perdu sur le score de onze buts à zéro. Il quitte son poste en fin d'année 1968 après cinq victoires et cinq défaites en matchs officiels.
En janvier 1970, Juan Schwanner revient en Europe et devient entraîneur du club suisse du FC Lucerne en remplacement d'Ernst Wechselberger. Démis de ses fonctions en octobre de la même année, il rejoint en novembre le FC Zurich qu'il dirige jusqu'à la fin de la saison. En 1972, il repart aux antipodes entraîner le club australien de Melbourne Hakoah, pour ce qui sera son dernier club. Il est finaliste de la Coupe Ampol avec cette équipe en avril 1974. Il dirige également en 1984 le club néo-zélandais de Blockhouse Bay qui termine dernier de la Ligue du Nord, championnat de deuxième division.